# Ophisops jerdonii
Espèce
Synonymes
- Ophiops bivittata Jerdon in Beddome, 1870
- Pseudophiops theobaldi Jerdon, 1870
- Calosaura chaperi Sauvage, 1884
- Ophisops nictans Arnold, 1989
- Ophisops minor nictans Arnold, 1989

Statut de conservation UICN

 LC  : Préoccupation mineure
Ophisops jerdonii est une espèce de sauriens de la famille des Lacertidae.

## Répartition
Cette espèce se rencontre en Afghanistan, au Pakistan et en Inde au Punjab, au Rajasthan, au Gujarat, au Madhya Pradesh, au Karnataka, en Andhra Pradesh et au Tamil Nadu.

## Étymologie
Cette espèce est nommée en l'honneur de Thomas Caverhill Jerdon.

## Publication originale
- Blyth, 1854 "1853" : Notices and descriptions of various reptiles, new or little-known. Journal of the Asiatic Society of Bengal, vol. 22, p. 639–655 (texte intégral).